# Monardia radiella
Monardia radiella är en tvåvingeart som först beskrevs av Boris Mamaev 1993.  Monardia radiella ingår i släktet Monardia och familjen gallmyggor. Arten är reproducerande i Sverige. Inga underarter finns listade i Catalogue of Life.